# Melhusfossen
Melhusfossen er et vandfald ved den lille by Buhølen i Lindesnes kommune i Agder fylke i Norge. Vandfaldet ligger i floden  Audna som går gennem Audnedalen, og har udløb i Sniksfjorden syd for kommunensw hovedby  Vigeland.
Ved vandfaldet ligger det rester efter industri, og den har givet kraft til både savværk og en stolefabrik i tidligere tider. Vandfaldet er også kendt som en af de bedre fiskepladser for laks i distriktet.
58°07′33.0″N 7°20′22.0″Ø / 58.125833°N 7.339444°Ø